# NGC 6483
NGC 6483 é uma galáxia elíptica (E4) localizada na direcção da constelação de Pavo. Possui uma declinação de -63° 40' 07" e uma ascensão recta de 17 horas, 59 minutos e 30,5 segundos.
A galáxia NGC 6483 foi descoberta em 8 de Junho de 1836 por John Herschel.